# Волфганг Рорбах
Волфганг Рорбах (Беч, 11. јуна 1947.) је аустријски универзитетски професор, експерт за економску историју, осигурање и здравствену економију, троструки доктор наука, редовни члан ЕАСА, Европске Академије наука и уметности из Салцбурга, председник Европа Ностра Аустрија, организације за заштиту споменика Европе из Кремса, почасни председник ОЛИП-а, организације за интернационалне публикације о организацији животног осигурања из Линца, као и потпредседник ÖSG, аустријско српског удружења у Бечу.

## Образовање
Од 1966. до 1967. године, након завршене гимназије у Бечу , Рорбах је служио војску у Аустријској савезној војсци. Након тога, студирао је историју као и словенску филологију на Универзитету у Бечу од 1967. до 1972;  докторирао је на предметима Историја економије и социологије, као и словенске филологије (са главним језицима руски и српскохрватски), стекавши титулу доктора филологије. 

## Каријера
Од 1973. године радиo у индустрији осигурања у различитим функцијама (статистичар, економски аналитичар, публициста, портпарол за штампу и менаџер за дизајн производа).
У периоду од 1980. до 1999. године, Волфганг Рорбах био је шеф одељења за комуникације и главни и одговорни уредник више стручних часописа у осигуравајућој кући „Аустрија-Колегијалитет“. Од 2000. до 2006. године обављао је исту функцију у седишту компаније „Уника осигуравајућа група“, након чега је у Београду радио као консултант за продају у „Уника Србија“.
Од 2007. до 2014. године, Рорбах је такође радио као научни консултант за „Центра-Консулт“, фирму за привредно саветовање и пореско саветовање, пре свега за „Уника Србија“. Поред тога, био је и проценитељ, односно стручњак за осигурање за Југоисточну Европу у оквиру Немачког друштва за техничку сарадњу (ГТЗ). Године 2014. постао је директор удружења „ВР Уника консалтинг“ у Србији.
Рорбахова универзитетска каријера одвијала се паралелно са његовим практичним радом у индустрији осигурања. Од 1984. до 1989. године био је лектор на Универзитету у Бечу, а од 1986. до 1989. године на Економском универзитету у Бечу. Од 1990. године држао је гостујућа предавања на универзитетима и академијама у Источној и Југоисточној Европи, укључујући Словачку, Мађарску, Србију, Босну и Херцеговину, Црну Гору и Северну Македонију.
Од 1996. године поново је предавао у Аустрији, на Дунавском универзитету у Кремсу (наука о осигурању), као и на Медицинском факултету и универзитетима у Бечу и Салцбургу (здравствена економија, здравствено осигурање). Професионалну титулу „професор“ добио је 1997. године од председника Аустрије.
Године 2006. хабилитирао је на Економском факултету Западно-мађарског универзитета у Шопрону са хабилитационим радом „Деловање демографског развоја на системе здравственог и пензијског осигурања“. Од те године био је предавач на Факултету за бизнис и услужне делатности (ФАБУС) у Новом Саду, а од 2007. до 2009. године гостујући професор за управљање осигурањем на Факултету за бизнис и менаџмент у Београду.
Од 2009. до 2013. године радио је као редовни професор за економију и финансије на Високој школи модерног бизниса у Београду. Током академске 2014/15. године био је гостујући професор на Универзитету Свете Елизабете за здравствене и друштвене науке у Братислави. У академској 2016/17. години био је гостујући професор и председник докторске комисије на Универзитету Апеирон у Бањој Луци. Од 2017. године наставио је са предавањима као гостујући професор на Европском универзитету у Брчком. У периоду од 2018. до 2020. године предавао је на Правном факултету Универзитета у Крагујевцу, а 2019. године је био гостујући професор на Универзитету у Вирцбургу.

## Академске и професионалне титуле
Волфганг Рорбах је добитник почасних доктората и титула, укључујући почасни докторат од Европског универзитета у Брчком и звање почасног професора од Donau Universität и Универзитета за континуирано образовање Кремс.

## Афилцијације и награде
Од 2014. године је редовни члан Европске академије наука и уметности у Салцбургу, а од 2017. члан Српске краљевске академије научника и уметника у Београду. Добитник је бројних националних и међународних одликовања за свој рад у области осигурања и здравствене економије међу којима се издвајају:
- Аустријски Савезни крст части за науку и уметност[2]
- Златни почасни орден за заслуге у Републици Аустрији[2]
- Златни почасни орден државе Доње Аустрије[2]
- Златни почасни орден државе Штајерске[2]
- Златни орден за заслуге државе Беч[2]
- Златни орден за заслуге државе Салцбург[2]
- Сребрни орден за заслуге државе Горња Аустрија.[2]
- Почасни пехар савезног канцелара др Франца Враницког за посебна достигнућа у кошарци[2]
- Велика похвалница Министарства за дијаспору Републике Србије[2]
- Потврда о именовању у Трговински савет Привредне коморе Панаме[2]
- Златна плакета за посебан допринос друштвеним наукама Европског универзитета у Брчком

## Публикације и активности
Као аутор и уредник, Рорбах је објавио бројне радове и књиге о историји осигурања и здравственој економији. Посебно се истиче шеснаестотомно енциклопедијско дело „Историја осигурања у Аустрији“, које је досегло веома висок степен међународне популарности и које излази периодично од 1988. године. Учествује у различитим научним и образовним пројектима у земљи и иностранству. Од 1973. године је аутор научне литературе и уредник различитих часописа за осигурање, од 2003. године је лектор и публициста о темама као што су миграција, интеграција и учење из савремене историје у оквиру пројекта „projectXchange“. Члан је уредничког одбора Европског прегледа права осигурања (Editor: Association Internationale de Droit des Assurances), Београд.  Аутор је књиге "Настанак и развој научне славистике Беча" у издању Троник дизајна из Београда 2020. године. Волфганг Рорбах наставља свој научни рад и активно учествује у различитим научним и образовним пројектима у земљи и иностранству.